# There's Never a Forever Thing
There's Never a Forever Thing — останній п'ятий сингл альбому Stay on These Roads норвезького гурту a-ha, випущений 1989 року. 

## Музиканти
- Пол Воктор-Савой (Paul Waaktaar-Savoy) (6 вересня 1961) — композитор, гітарист, вокалист.
- Магне Фуругольмен (Magne Furuholmen) (1 листопада 1962) — клавішник, композитор, вокаліст, гітарист.
- Мортен Гаркет (Morten Harket) (14 вересня 1959) — вокаліст.